# Yannis Lagós
Yannis Lagós (o Giannis Lagós, en griego: Γιάννης Λαγός; El Pireo, Grecia; 7 de septiembre de 1972) es un político griego que se desempeña como miembro del Parlamento Europeo y uno de los fundadores del partido político neonazi y neofascista Amanecer Dorado.
El 7 de octubre de 2020 fue declarado culpable de dirigir Amanecer Dorado y de varios otros delitos graves, incluida la orquestación del apuñalamiento que acabó con la vida de Pavlos Fyssas y otros ataques violentos contra migrantes y opositores políticos de izquierda. Posteriormente, fue condenado a 13 años de cárcel.

## Carrera política
Se ha desempeñado durante varios años como miembro del Consejo de los Helenos para el partido neonazi Amanecer Dorado entre 2012 y 2019, y fue elegido para el Parlamento Europeo en la lista del partido antes de anunciar que asumiría su cargo como independiente pocos días después de haber jurado como eurodiputado el 2 de julio de 2019. Él y otros exdiputados y miembros de Amanecer Dorado fundaron un partido escindido el 9 de noviembre de 2019.

### Posiciones antiturcas
En enero de 2020, Lagós derribó la bandera de Turquía durante un discurso en el Parlamento Europeo sobre migración ilegal, acusando a Turquía de enviar inmigrantes ilegales a Grecia. La acción recibió críticas de funcionarios turcos y griegos, incluido el ministro de Relaciones Exteriores de Turquía, Mevlüt Çavuşoğlu y el Ministerio de Relaciones Exteriores de Grecia. Posteriormente fue sancionado por el Parlamento Europeo por sus acciones.

## Actividades criminales
Sus acciones en Amanecer Dorado lo han llevado dos veces a ser arrestado y detenido por cargos de formar una organización criminal, mientras que también está presuntamente involucrado en el asesinato de Pavlos Fyssas, a raíz de lo cual fue condenado, junto con muchos otros miembros, el 7 de octubre de 2020 como uno de los líderes de la banda criminal.
El 13 de septiembre de 2019 fue condenado a otros ocho meses de cárcel con suspensión por el ataque al espacio social "Συνεργείο" en 2013 y 13 años más en octubre de 2020 por liderar una organización criminal, resultando en una sentencia a prisión de 13 años.
El 19 de octubre de 2020, las autoridades griegas presentaron una solicitud al Parlamento Europeo para que se levantara la inmunidad parlamentaria de Yannis Lagós para procesarlo. La inmunidad ha sido retirada el 27 de abril de 2021 resultando en su arresto y haciendo posible su extradición a Grecia.